# Lục An
Lục An (tiếng Trung: 六安市; bính âm: Lù'ān Shì, âm Hán Việt: Lục An thị) là một địa cấp thị của tỉnh An Huy, Trung Quốc. Lục An có diện tích 15.436 km², dân số năm 2020 là 4.393.699 người, mật độ dân số đạt 280 người/km². Vùng nội thành có diện tích 4.127,5 km², dân số là 1.968.766 người. GDP năm 2004 là 20,81 tỷ nhân dân tệ, đến năm 2022 là 192,3 tỷ nhân dân tệ.

## Hành chính
Địa cấp thị Lục An được chia thành 7 đơn vị hành chính gồm 3 quận và 4 huyện.
- Quận Kim An (金安区), Dục An (裕安区), Diệp Tập (叶集区).
- Huyện: Hoắc Sơn (霍山县), Hoắc Khâu (霍邱县), Thư Thành (舒城县), Kim Trại (金寨县).

Các đơn vị này được chia thành 140 đơn vị cấp hương gồm 10 nhai đạo biện sự xứ, 95 trấn và 35 hương.